# Corynorhinus mexicanus
Espèce
Statut de conservation UICN

 NT  : Quasi menacé
Corynorhinus mexicanus est une espèce de chauves-souris nord-américaine de la famille des Vespertilionidae.

## Description
Leurs très grandes oreilles sont situées sur leur front et, lorsqu'elles sont capturées, les chauves-souris s'enroulent de manière protectrice. Les adultes sont généralement de couleur brune, tandis que les juvéniles sont généralement de couleur brun fumé. Ils ont un petit nez.

## Répartition

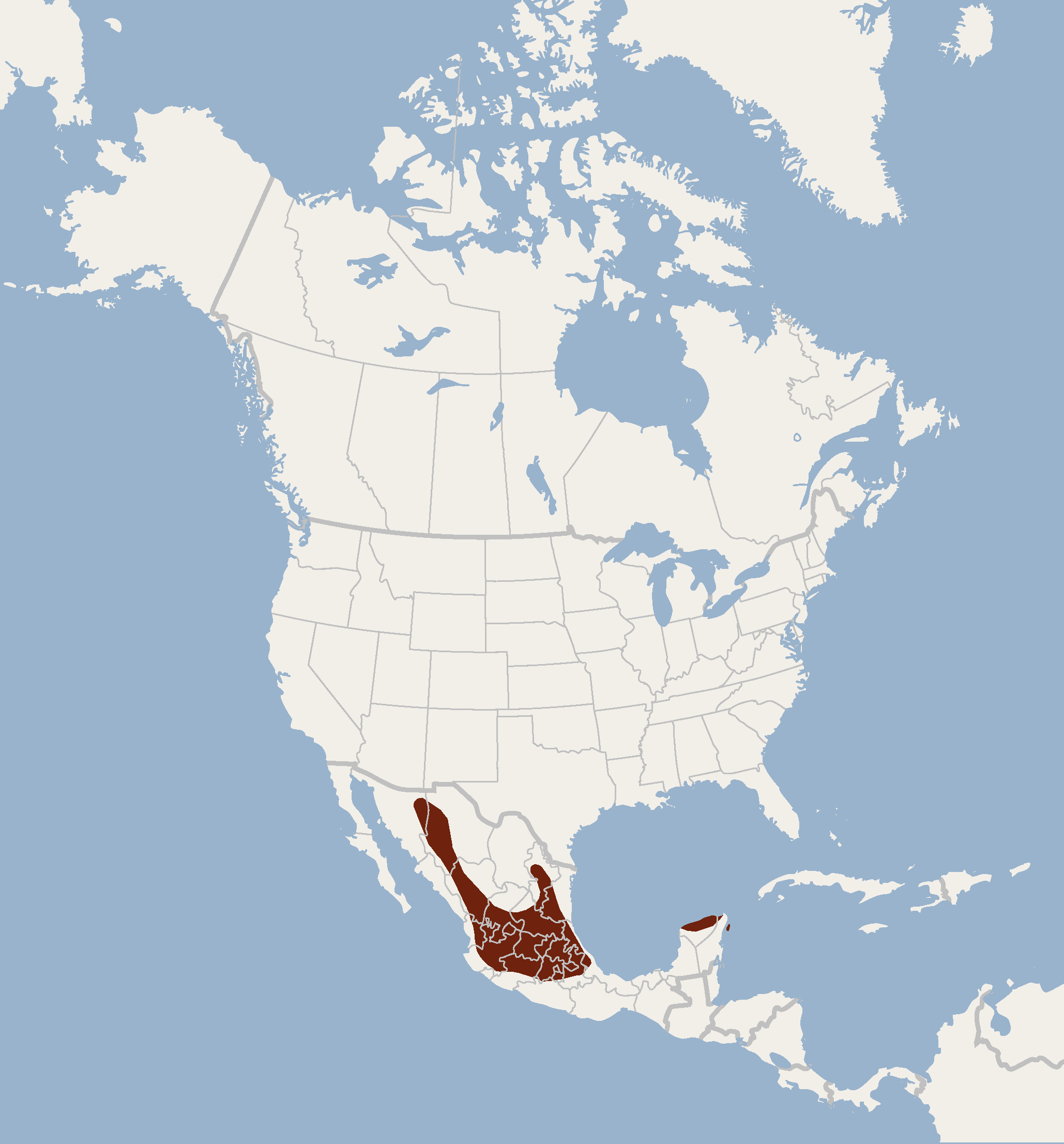
Aire de répartition de Corynorhinus mexicanus

Corynorhinus mexicanus est une espèce endémique du Mexique. Elle se trouve entre le Sonora et le Coahuila au nord et le Michoacán et le Yucatán au sud ; il est rare dans l'extrémité sud de son aire de répartition et rare ailleurs. Elle se trouve dans des habitats de haute montagne humides et semble préférer les zones avec des forêts de pins et de chênes, bien qu'on l'ait trouvée autour d'autres types de végétation, tels que le sycomore, le peuplier et l'agave. Étant une espèce nocturne, elle se repose pendant la journée ; ses gîtes diurnes sont dans des grottes ouvertes et des puits de mine.

## Reproduction
Des études sur les mâles de l'espèce montrent qu'ils ont un long cycle de reproduction annuel. Le moment de leur cycle dépend à la fois de facteurs physiologiques (état corporel, signaux neurologiques et endocriniens) et environnementaux (température et disponibilité des ressources). Les organes reproducteurs mâles sont les plus petits en février, mars et avril, puis commencent leur développement en mai et atteignent leur plus grande taille, déterminée en fonction du poids, vers août (où ils sont environ 40 fois plus gros qu'ils ne l'étaient en avril). Les meilleures conditions corporelles des chauves-souris ont été constatées de mai à juin, ce qui suggère que ce cycle dépend de l'état corporel. Les femelles donnent naissance à un seul petit.